# Pogoniulus chrysoconus
El barbudo de frente amarilla (Pogoniulus chrysoconus) es una especie de ave de la familia de los barbudos africanos (Lybiidae). A veces se considera coespecífico del barbudo de frente roja (Pogoniulus pusillus). Los barbudos son aves paseriformes con cerdas alrededor de la base del pico y una distribución tropical mundial. Esta especie de barbudo africano se reproduce en la África subsahariana. Está bajo preocupación menor, según la UICN.

## Rango y hábitat
El barbudo de frente amarilla es un ave común extendida por gran parte de África, a partir del sur del desierto del Sahara. Está vinculado con matorrales y bosques abiertos y secos.

## Descripción
El barbudo de frente amarilla mide aproximadamente 11 cm de largo. Es rollizo con cuello corto, cabeza grande y cola corta. El espécimen adulto tiene la parte superior negra, veteada de plumas amarillas y blancas. Su cabeza tiene un patrón marcado blanco y negro, con una mancha amarilla en la frente. La parte inferior y el lomo son de color amarillo limón. No hay diferencias físicas entre sexos, pero los individuos jóvenes tienen una corona oscura que carece de la mancha amarilla distintiva.[cita requerida]

## Reproducción
La especie anida en los agujeros de los árboles y pone dos o tres huevos.[cita requerida]

## Canto
El canto del barbudo de frente amarilla es un sonido rápido, con aproximadamente 100 repeticiones por minuto. Se les escucha con más frecuencia de la que se les ve.[cita requerida]

## Dieta
El barbudo de frente amarilla come insectos y frutas. Se tragan enteras los frutos del muérdago (Tapinanthus spp.) Regurgitan las semillas pegajosas y se limpian en las ramas cercanas. Estas aves dispersan el muérdago en todo su rango de distribución.